# Kopa Antiano
La Kopa Antiano è stato il campionato di calcio di Massima Serie delle Antille Olandesi.
Il campionato veniva disputato tra le migliori squadre della Curaçao League e della Bonaire League. Fino al 1985, vi partecipavano anche le migliori squadre di Aruba. Curaçao ha preso il posto delle Antille olandesi all'interno della CONCACAF.

## Albo d'oro
- 1942:  Jong Holland (CUR)
- 1960:  Jong Holland (CUR)
- 1961:  Sithoc (CUR)
- 1962:  Sithoc (CUR)
- 1963:  Veendam (CUR)
- 1965:  RCA (ARU)
- 1966:  Jong Colombia (CUR)
- 1967:  Scherpenheuvel (CUR)
- 1968:  Jong Colombia (CUR)
- 1969:  SUBT (CUR)
- 1970:  Estrella (ARU)
- 1972:  Jong Colombia (CUR)
- 1974:  Jong Colombia (CUR)
- 1975-1976:  Jong Colombia (CUR)
- 1976-1977:  Jong Holland (CUR)
- 1977-1978:  Jong Holland (CUR)

- 1978-1979:  Jong Colombia (CUR)
- 1979-1980:  Jong Colombia (CUR)
- 1980-1981:  SUBT (CUR)
- 1981-1982:  Jong Holland (CUR)
- 1982-1983:  SUBT (CUR)
- 1983:  SUBT (CUR)
- 1984:  SUBT (CUR)
- 1985:  UNDEBA  (CUR)
- 1986:  Victory Boys (CUR)
- 1987:  UNDEBA (CUR)
- 1988-1989:  Jong Colombia (CUR)
- 1989-1990:  UNDEBA (CUR)
- 1990-1991:  Sithoc  (CUR)
- 1991:  Sithoc  (CUR)
- 1992:  Sithoc  (CUR)
- 1993:  Sithoc  (CUR)

- 1994:  Jong Colombia (CUR)
- 1995-1996:  Sithoc  (CUR)
- 1996-1997:  UNDEBA  (CUR)
- 1997:  Jong Colombia  (CUR)
- 1998-1999:  Sithoc (CUR)
- 2000-2001:  Jong Colombia  (CUR)
- 2001-2002:  Barber (CUR)
- 2002-2003:  Barber (CUR)
- 2003-2004:  Barber (CUR)
- 2004-2005:  Barber (CUR)
- 2005-2006:  Barber (CUR)
- 2006-2007:  Barber (CUR)
- 2007-2008:  Barber (CUR)
- 2008-2009:  Hubentut Fortuna (CUR)
- 2009-2010:  Barber (CUR)

## Titoli per squadra
| Club             | Titoli |
| ---------------- | ------ |
| Jong Colombia    | 11     |
| Barber           | 8      |
| Sithoc           | 8      |
| Jong Holland     | 5      |
| SUBT             | 5      |
| UNDEBA           | 4      |
| Estrella         | 1      |
| Hubentut Fortuna | 1      |
| Scherpenheuvel   | 1      |
| RCA              | 1      |
| Victory Boys     | 1      |